# La Chapelle-Saint-Sauveur (Saône-et-Loire)
La Chapelle-Saint-Sauveur ist eine französische Gemeinde im Département Saône-et-Loire in der Region Bourgogne-Franche-Comté. Sie gehört zum Arrondissement Louhans und zum Kanton Pierre-de-Bresse. Der Ort hat 641 Einwohner (Stand 1. Januar 2022). Die Einwohner werden Chapalais, resp. Chapalaises genannt.

## Geografie

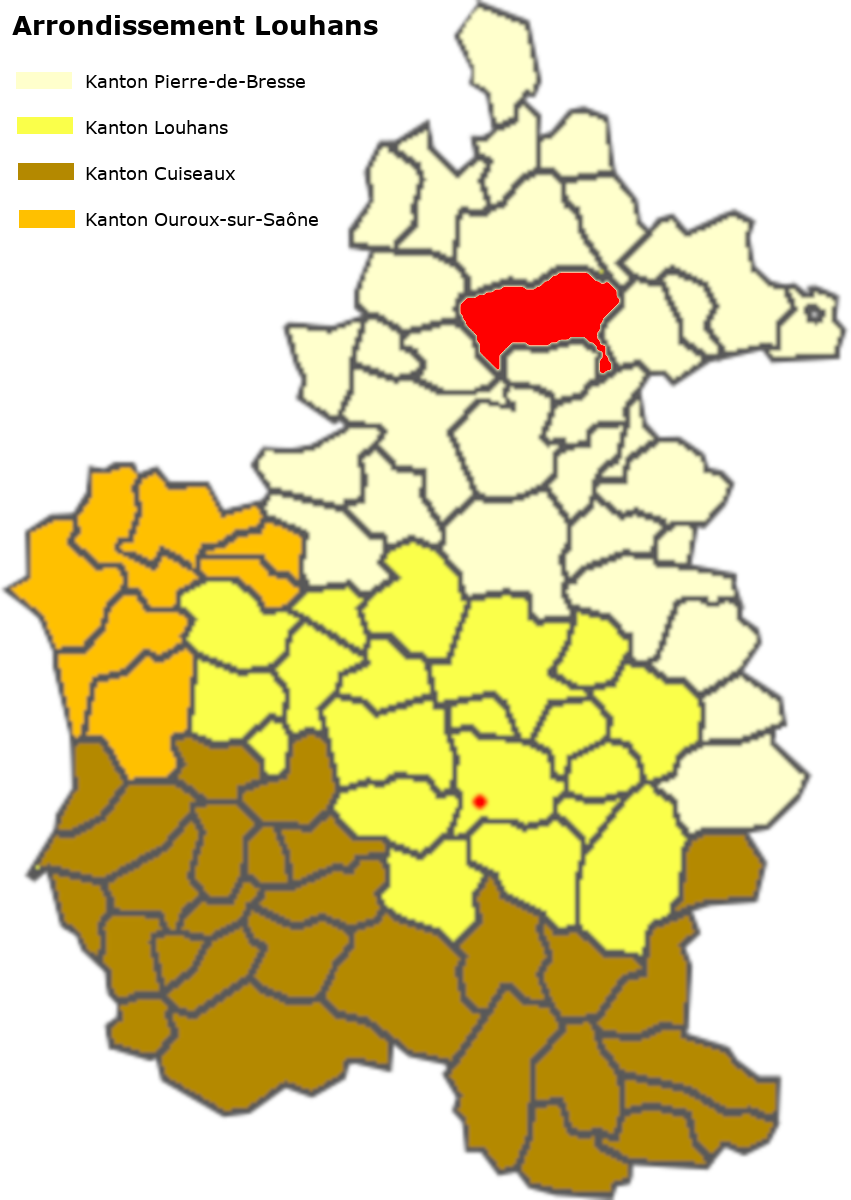
Lage der Gemeinde im Arrondissement Louhans

Die Gemeinde liegt in der Landschaft der Bresse, rund fünf Kilometer südlich des Kantonshauptortes Pierre-de-Bresse und weist eine große Zahl von Étangs auf. Heute sind über 10 Étangs auf dem Gemeindegebiet zu finden, im 19. Jahrhundert wurden gar 24 gezählt. Als Folge der vielen Weiher wird die Gemeinde auch von Biefs durchzogen, künstlichen Wasserläufen, die der Bewirtschaftung der Étangs dienen. Beim Bourg entspringt La Charetelle und fließt in nördlicher Richtung. Im Westen der Gemeinde bildet der Ruisseau de Grange einen Teil der Gemeindegrenze zu Saint-Bonnet-en-Bresse. Im Süden streift der Ruisseau des Armetières das Gemeindegebiet, im Osten der Ruisseau des Tenaudins. Der Ruisseau d’d’Aloise schließlich entspringt südwestlich des Ortes und zieht sich durch das Gemeindegebiet nach Norden und später nach Westen.
In Nord-Süd-Richtung führt die Departementsstraße D13 von Pierre-de-Bresse nach La Chaux und letztlich nach Louhans. Die Trasse der D13 deckt sich weitgehend mit der Römerstraße, die von Pierre nach Louhans führte. Im Bourg kreuzte sie diejenige, die Verdun-sur-le-Doubs mit Bellevesvre verband, die heutige D115 (Ciel – Utre).
Der Ort ist stark landwirtschaftlich geprägt, 1988 wies er noch 54 Landwirtschaftsbetriebe auf. Heute werden rund 20 % der Liegenschaften als Zweitwohnsitz oder Ferienhaus genutzt, davon etwa 50 durch Schweizer. Der Ausländeranteil der Bevölkerung beträgt 30 Personen und beträgt damit 4,7 % der Wohnbevölkerung. Zur Gemeinde gehören folgende Weiler und Fluren: Alloise, Boibe, le Bois-Brûlé, Bois-d’Amange, Bois-d’Avaux, le Borgeot, la Boucharde, le Bourgneuf, Buisson-Jean-Chêne, Champ-Renaud, la Chapelle, les Chapots, Chavenne, Chavenotte, les Cinq-Chênes, le Corbeau, la Dombe, Etang-des-Bois, la Malatière, Masse, la Motte, les Parays, les Pernards, Pitour, les Prames, Préziard, la Quemine, la Ranche, la Reure, Ville-Lambert, Vineaux.

### Klima
Das Klima in La Chapelle-Saint-Sauveur ist warm und gemäßigt. Es gibt das ganze Jahr über deutliche Niederschläge, selbst der trockenste Monat weist noch hohe Niederschlagsmengen auf. Die Klassifikation des Klimas nach Köppen und Geiger ist Cfb ((Gemäßigtes) Ozeanklima). Die Temperatur liegt im Jahresdurchschnitt bei 11,9 °C. Der wärmste Monat ist der Juli mit einer Durchschnittstemperatur von 21,1 °C, der kälteste der Januar mit 3,2 °C. Über ein Jahr verteilt summieren sich die Niederschläge auf 1081 mm, dabei ist der November mit 117 mm der niederschlagsreichste, während Juli als trockenster Monat 72 mm aufweist. Über das ganze Jahr werden etwa 2764 Sonnenstunden gezählt.
|                        | Jan | Feb | Mär  | Apr  | Mai  | Jun  | Jul  | Aug  | Sep  | Okt  | Nov  | Dez |   |      |
| Mittl. Temperatur (°C) | 3,2 | 3,9 | 7,5  | 11,1 | 15,0 | 19,1 | 21,1 | 20,7 | 16,9 | 12,9 | 7,3  | 4,1 | ⌀ | 11,9 |
| Mittl. Tagesmax. (°C)  | 6,2 | 7,6 | 11,9 | 15,7 | 19,3 | 23,8 | 25,7 | 25,4 | 21,4 | 16,9 | 10,5 | 6,8 | ⌀ | 16   |
| Mittl. Tagesmin. (°C)  | 0,6 | 0,5 | 3,2  | 6,4  | 10,3 | 14,1 | 16,1 | 15,8 | 12,7 | 9,2  | 4,4  | 1,5 | ⌀ | 7,9  |
|                        |     |     |      |      |      |      |      |      |      |      |      |     |   |      |
| Niederschlag (mm)      | 98  | 83  | 80   | 90   | 93   | 77   | 72   | 73   | 87   | 104  | 117  | 107 | Σ | 1081 |

| 0,6 |

| 0,5 |

| 3,2 |

| 6,4 |

| 10,3 |

| 14,1 |

| 16,1 |

| 15,8 |

| 12,7 |

| 9,2 |

| 4,4 |

| 1,5 |

| 0,6 |

| 0,5 |

| 3,2 |

| 6,4 |

| 10,3 |

| 14,1 |

| 16,1 |

| 15,8 |

| 12,7 |

| 9,2 |

| 4,4 |

| 1,5 |

## Toponymie
Die erste Erwähnung eines Ortes in der Gemeinde geht zurück auf 1179 und bezieht sich auf Aloise (phonetisch: [alwaz]), das als Aloaisia genannt wird. Dieser Weiler liegt unmittelbar an der Römerstrasse Verdun – Poligny, seine Besiedlung dürfte deshalb in gallorömische Zeiten zurückreichen. Ebenfalls in unmittelbarer Nähe befinden sich La Grande Motte und La Petite Motte. Zumindest die große dieser Motten dürfte im Zusammenhang mit dem Bau der Römerstraße entstanden sein, als Kastell zum Schutz der Straße.
Im 12. Jahrhundert taucht Capella en Braysse auf. Der Ort wurde 1141 als Ecclesia de Capella bezeichnet (Bezeichnung für Kirchen oder Kapellen auf dem Land, die keine eigene Pfarrei bilden) und trug 1313 die Bezeichnung Ville de la Chapelle Saint Sauveur en Bresse (Ort der Kapelle des Heiligen Erlösers in der Bresse).
Als Folge der Revolution und der damit verbundenen Säkularisierung wurde die Gemeinde umbenannt und trug während einiger Zeit den Namen Masselibre.

## Geschichte
Das alte Dorf lag einige hundert Meter östlich des heutigen Ortes, zwischen den Weilern Masse und Les Pernards (die bereits 1462 als Maisse und Esparnay genannt werden) und war bereits zu gallorömischer Zeit besiedelt. Die Kirche dort war dem Heiligen Nikolaus geweiht und wurde 1637 während der Auseinandersetzungen mit der Freigrafschaft mit dem Dorf zusammen abgebrannt. Die Mönche von Sankt Peter in Chalon stellten der Bevölkerung ihre Kapelle zur Verfügung, die der Heiligen Dreifaltigkeit geweiht ist. Diese Kapelle wurde als Chor in die erweiterte Kirche integriert. Das Kirchenschiff wurde 1820 erbaut und 1981 durch einen Brand schwer beschädigt. Mit der Schenkung der Kapelle bildete sich die heutige Siedlung um diese herum. Das Pfarrhaus wurde ebenfalls zweimal abgebrannt und dadurch die Archive vernichtet. Die Herren von Pierre-de-Bresse waren von alters her Besitzer von Chapelle-Saint-Sauveur.
In Masse und in Aloise befanden sich Burgen, Aloise selber war ein Lehen von Bellevesvre, der Bois d’Amange von Authumes und zwischen Masse und Borgeot befand sich eine Brücke der Römerstraße. Die Gegend beschreibt Courtépée als waldreich aber sumpfig. Es bestanden mehrere Mühlen, diejenige von Chavenne wurde im 18. Jahrhundert erbaut.
Die Mairie-École wurde 1846 erbaut, 1875 erbaute die Familie Massin in Masse ein rechteckiges Herrschaftshaus, flankiert von einem zylindrischen Turm und mit Wehrgängen. Es wurde 1981 vollständig abgebrochen. Heute bestehen lediglich noch die Gesindehäuser und die Ställe auf der gegenüberliegenden Straßenseite. Seit 1900 verfügt die Gemeinde über eine Poststelle, die heutige Post wurde 1903 erbaut. Die alte Knabenschule ist heute Kindergarten und im Pfarrhaus befindet sich eine
Gîte de France.
Der Ort wurde während der Französischen Revolution Masselibre genannt (1789), ab 1793 Masse Chapelle Saint Sauveur und trägt seit 1801 die heutige Bezeichnung.

### Die Herren von Chapelle-Saint-Sauveur
Seit Langem waren die Herren von Pierre-de-Bresse auch die Herren von la Chapelle-Saint-Sauveur. Weitere Gebiete gehörten lange dem Kloster Saint-Pierre in Chalon-sur-Saône. Daneben bestanden aber noch weitere Lehen:
- Alloise (etwa 3,3 Kilometer westlich des Bourg), gehörte zu Bellevesvre und war ein Nachlehen an die Herren von Dampierre.
- Bois-d’Amange (Gebiet nördlich des Bourg) gehörte zur Baronie von Authumes.

## Bevölkerung
| La Chapelle-Saint-Sauveur: Einwohnerzahlen von 1793 bis 2020 | La Chapelle-Saint-Sauveur: Einwohnerzahlen von 1793 bis 2020 | La Chapelle-Saint-Sauveur: Einwohnerzahlen von 1793 bis 2020 | La Chapelle-Saint-Sauveur: Einwohnerzahlen von 1793 bis 2020 | La Chapelle-Saint-Sauveur: Einwohnerzahlen von 1793 bis 2020 |
| --- | ------------------------------------------------------------ | ------------------------------------------------------------ | ------------------------------------------------------------ | ------------------------------------------------------------ |
| Jahr |                                                              |                                                              |                                                              | Einwohner                                                    |
| 1793 | 1793                                                         |                                                              | 1.503                                                        | 1.503                                                        |
| 1800 | 1800                                                         |                                                              | 1.381                                                        | 1.381                                                        |
| 1806 | 1806                                                         |                                                              | 1.430                                                        | 1.430                                                        |
| 1821 | 1821                                                         |                                                              | 1.786                                                        | 1.786                                                        |
| 1831 | 1831                                                         |                                                              | 1.828                                                        | 1.828                                                        |
| 1836 | 1836                                                         |                                                              | 1.904                                                        | 1.904                                                        |
| 1841 | 1841                                                         |                                                              | 1.900                                                        | 1.900                                                        |
| 1846 | 1846                                                         |                                                              | 1.855                                                        | 1.855                                                        |
| 1851 | 1851                                                         |                                                              | 1.815                                                        | 1.815                                                        |
| 1856 | 1856                                                         |                                                              | 1.734                                                        | 1.734                                                        |
| 1861 | 1861                                                         |                                                              | 1.700                                                        | 1.700                                                        |
| 1866 | 1866                                                         |                                                              | 1.786                                                        | 1.786                                                        |
| 1872 | 1872                                                         |                                                              | 1.712                                                        | 1.712                                                        |
| 1876 | 1876                                                         |                                                              | 1.807                                                        | 1.807                                                        |
| 1881 | 1881                                                         |                                                              | 1.732                                                        | 1.732                                                        |
| 1886 | 1886                                                         |                                                              | 1.733                                                        | 1.733                                                        |
| 1891 | 1891                                                         |                                                              | 1.656                                                        | 1.656                                                        |
| 1896 | 1896                                                         |                                                              | 1.624                                                        | 1.624                                                        |
| 1901 | 1901                                                         |                                                              | 1.621                                                        | 1.621                                                        |
| 1906 | 1906                                                         |                                                              | 1.628                                                        | 1.628                                                        |
| 1911 | 1911                                                         |                                                              | 1.593                                                        | 1.593                                                        |
| 1921 | 1921                                                         |                                                              | 1.367                                                        | 1.367                                                        |
| 1926 | 1926                                                         |                                                              | 1.322                                                        | 1.322                                                        |
| 1931 | 1931                                                         |                                                              | 1.327                                                        | 1.327                                                        |
| 1936 | 1936                                                         |                                                              | 1.232                                                        | 1.232                                                        |
| 1946 | 1946                                                         |                                                              | 1.117                                                        | 1.117                                                        |
| 1954 | 1954                                                         |                                                              | 1.035                                                        | 1.035                                                        |
| 1962 | 1962                                                         |                                                              | 927                                                          | 927                                                          |
| 1968 | 1968                                                         |                                                              | 824                                                          | 824                                                          |
| 1975 | 1975                                                         |                                                              | 743                                                          | 743                                                          |
| 1982 | 1982                                                         |                                                              | 668                                                          | 668                                                          |
| 1990 | 1990                                                         |                                                              | 691                                                          | 691                                                          |
| 1999 | 1999                                                         |                                                              | 639                                                          | 639                                                          |
| 2006 | 2006                                                         |                                                              | 686                                                          | 686                                                          |
| 2009 | 2009                                                         |                                                              | 689                                                          | 689                                                          |
| 2014 | 2014                                                         |                                                              | 672                                                          | 672                                                          |
| 2020 | 2020                                                         |                                                              | 647                                                          | 647                                                          |
| Quelle(n): EHESS/Cassini bis 2006, ab 2009 INSEE Anmerkung(en): • Ab 1962 offizielle Zahlen ohne Einwohner mit Zweitwohnsitz • Höchste Einwohnerzahl 1836 mit 1904, tiefste Einwohnerzahl 1999 mit 639 (33,6 % vom Maximum) |                                                              |                                                              |                                                              |                                                              |

| Bevölkerungsstruktur | Anzahl Einwohner | männlich | weiblich | davon Ausländer | Anteil % |
| -------------------- | ---------------- | -------- | -------- | --------------- | -------- |
|                      | 643              | 311      | 332      | 30              | 4,7      |

| Männer | Alterstufe | Frauen |
| ------ | ---------- | ------ |
| 4      | 90 + älter | 5      |
| 34     | 75–89      | 47     |
| 91     | 60–74      | 92     |
| 72     | 45–59      | 74     |
| 37     | 30–44      | 35     |
| 35     | 15–29      | 35     |
| 37     | 0–14       | 44     |

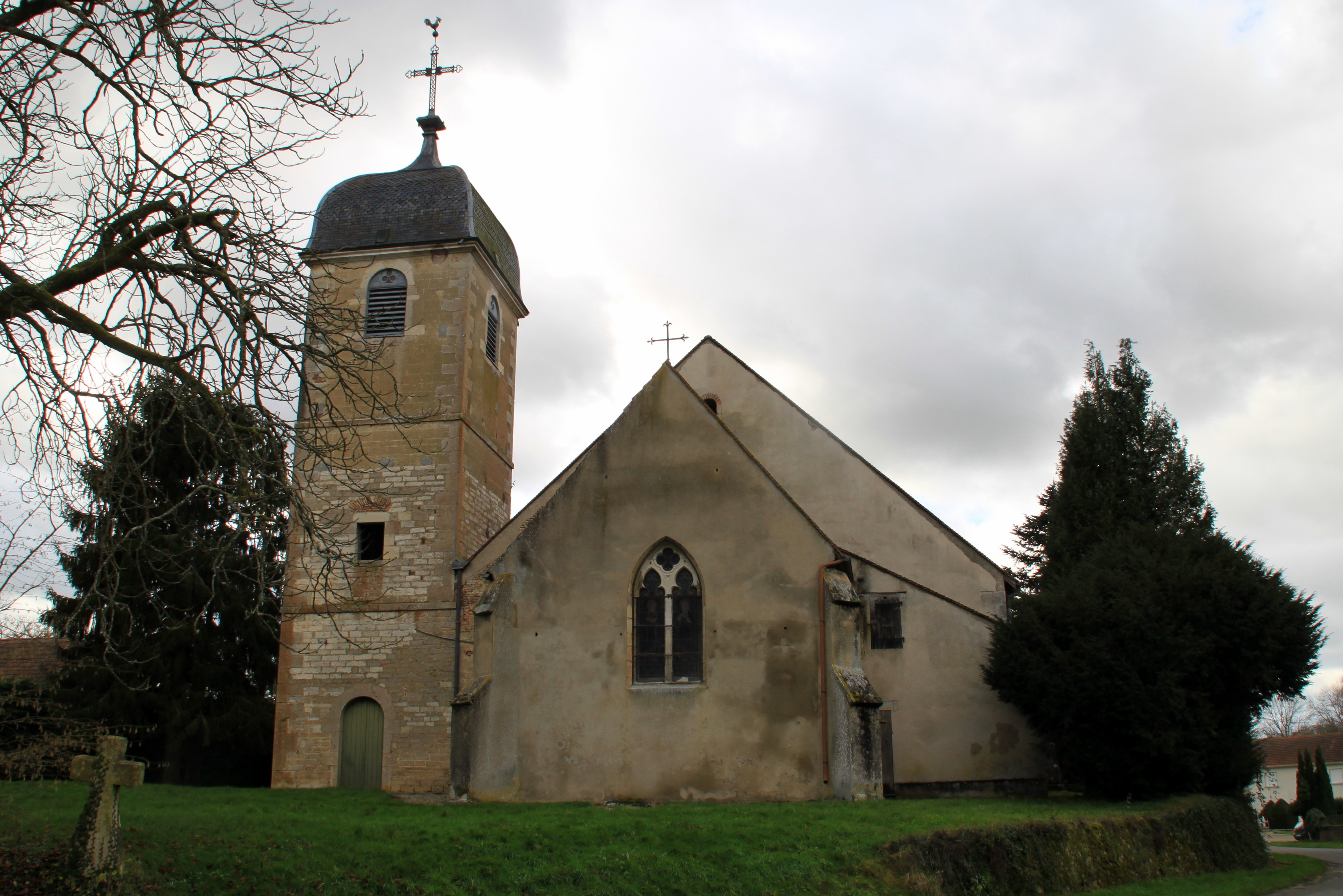
Dreifaltigkeitskirche von La Chapelle-Saint-Sauveur

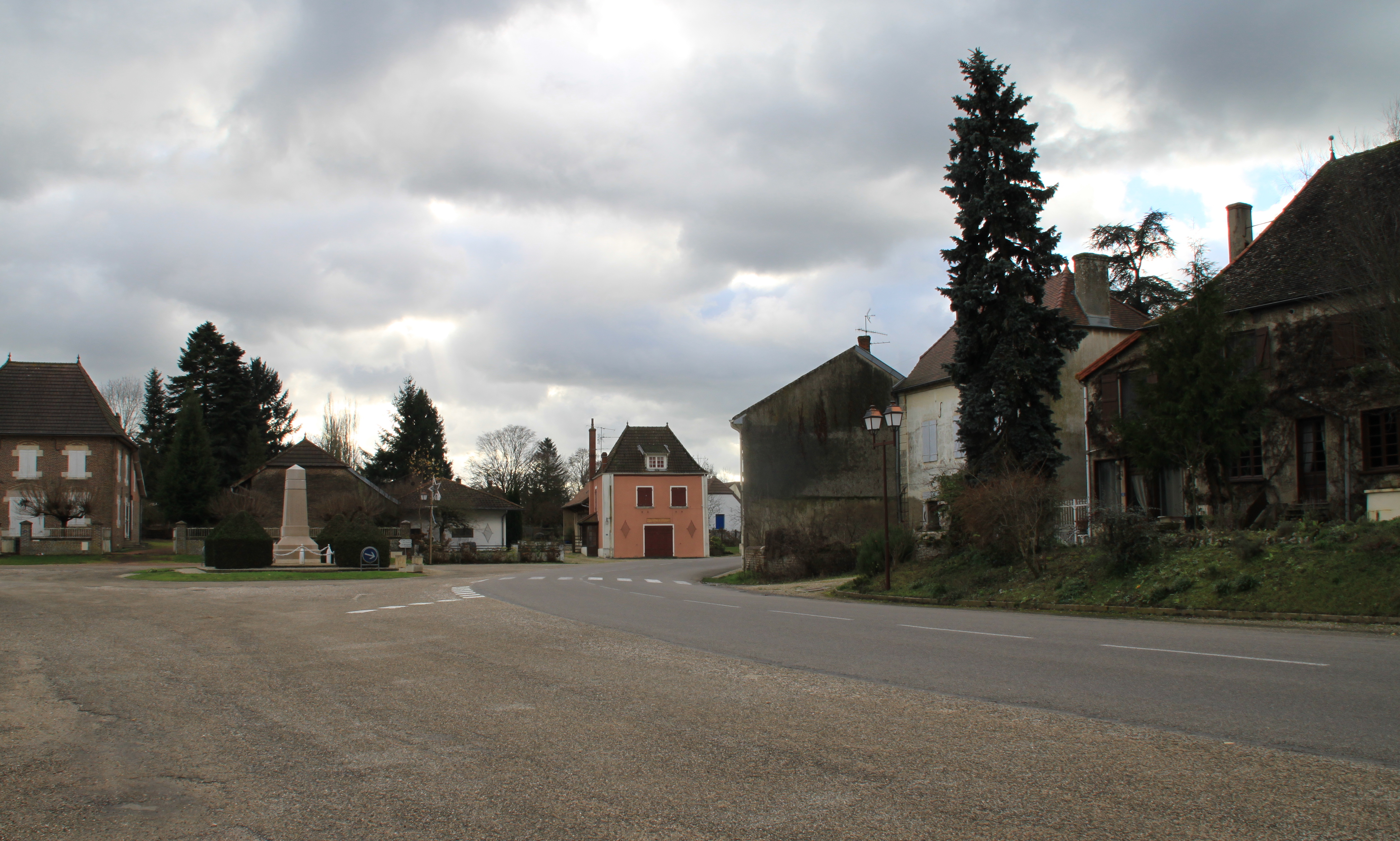
Ortskern von La Chapelle-Saint-Sauveur

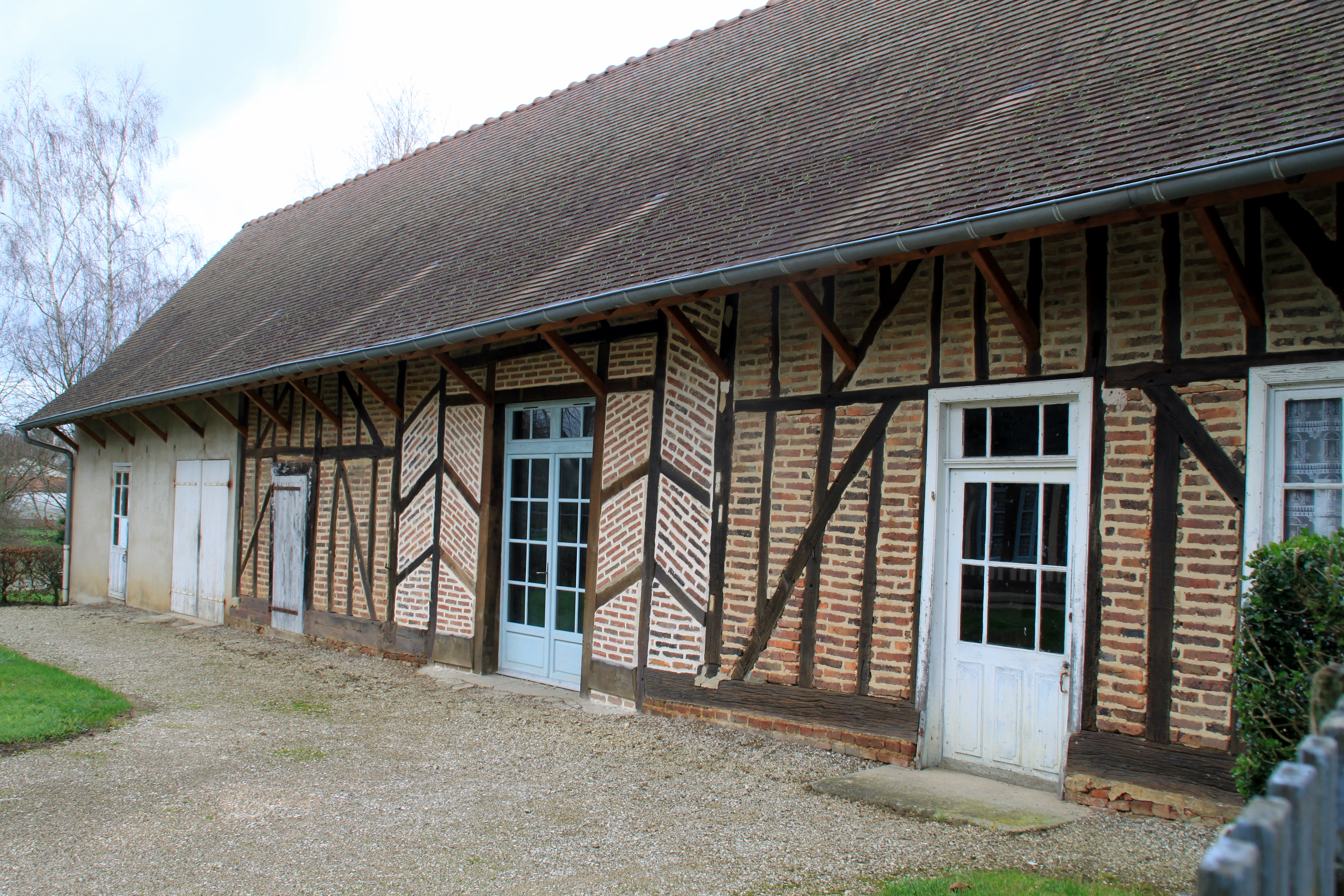
Bressehaus, heute Gîte

Die Bevölkerungsstruktur zwischen Männern und Frauen weist einen leichten Überhang zugunsten der Frauen auf, die 52 % der Bevölkerung ausmachen, wobei 35 % der Bevölkerung jünger als 45 Jahre sind. Demgegenüber sind 42 % der Einwohner älter als 60 Jahre und damit im Rentenalter.
| Wohnstruktur               | Anzahl Wohneinheiten | davon Häuser | Wohnungen | sonstige |
| -------------------------- | -------------------- | ------------ | --------- | -------- |
|                            | 457                  | 434          | 16        | 7        |
| davon Hauptwohnsitz        | 303                  |              |           |          |
| Zweit- oder Ferienwohnsitz | 106                  |              |           |          |
| vakant                     | 48                   |              |           |          |

## Wirtschaft und Infrastruktur

### Unternehmen, Betriebe, Ladengeschäfte und Einrichtungen
n der Gemeinde befinden sich nebst Mairie und Kirche folgende Unternehmen nach Branchen:
| Branche                                                           | Anzahl Betriebe |
| ----------------------------------------------------------------- | --------------- |
| Industrie und verarbeitendes Gewerbe                              | 6               |
| Baugewerbe                                                        | 11              |
| Groß- und Einzelhandel, Verkehr, Beherbergung und Gastronomie     | 21              |
| Information und Kommunikation                                     |                 |
| Finanz- und Versicherungsdienstleistungen                         | 2               |
| Grundstücks- und Wohnungswesen                                    | 7               |
| Freiberufliche, wissenschaftliche und technische Dienstleistungen | 8               |
| Öffentliche Verwaltung, Unterricht, Gesundheits- und Sozialwesen  | 2               |
| Sonstige Dienstleistungen                                         | 3               |
| Land- und Forstwirtschaftsbetriebe                                | 11              |

In der Gemeinde befinden sich eine Bäckerei, eine Immobilienagentur und zwei Autogaragen. Ferner drei Bauhandwerksbetriebe, eine Schreinerei/Zimmerei, zwei Elektriker, ein Maler-Gipser und ein Installateurgeschäft. Für die sportlichen Belange weist die Gemeinde einen Tennis-, einen Fußball- und einen Pétanqueplatz auf, sowie eine Turn- und Sporthalle. Im Ort hat sich ein Psychologe niedergelassen, es gibt einen Mehrzwecksaal, ein Taxiunternehmen, eine Post, zwei Restaurants und fünf Gîtes. Für die Güter des täglichen Bedarfs versorgen sich die Einwohner in Pierre-de-Bresse oder in Saint-Germain-du-Bois.
Als Besonderheit verfügt La Chapelle-Saint-Sauveur dank der zahlreichen Étangs auf Gemeindegebiet seit 2007 über eine öffentliche, biologische Schwimm- und Badeanlage.
Rund 900 m² stehen den Schwimmern und Badenden zur Verfügung (max. Tiefe 1,90 Meter), direkt angrenzend befindet sich eine Spiel- und Ruhezone, ein Picknick-Platz, eine Beachvolleyball-Anlage, sowie ein Solarium und Sanitäre Anlagen. Anschließend an den nutzbaren Freizeitbereich wird das Wasser in einem natürlichen Biotop, das zahlreiche Wasserpflanzen beherbergt, regeneriert. Kleine Schwellen und Wasserspiele sorgen dabei für die Sauerstoffanreicherung des Wassers. Mithilfe von Pumpen und einem ausgeklügelten Leitungssystem wird das so gereinigte Wasser dem Schwimmbecken wieder zugeführt. Die Erstellungskosten für die ganzjährig nutzbare Anlage beliefen sich auf rund 660.000 €.

### Geschützte Produkte in der Gemeinde
Als AOC-Produkte sind in La Chapelle-Saint-Sauveur Volaille de Bresse und Dinde de Bresse zugelassen.

### Bildungseinrichtungen
In der Gemeinde besteht eine École primaire (École maternelle und École élémentaire), die der Académie de Dijon untersteht und von 39 Schülern besucht wird. Für die Schule gilt der Ferienplan der Zone A.